# Zofia Weigl
Zofia Weigl z domu Kulikowska (ur. ok. 1885, zm. 1940) – polska biolog.

## Życiorys
Urodziła się w rodzinie adwokata Wiktora i Marty Kulikowskich. Miała trzy siostry: Wandę, Helenę i Stefanię. Zofia zdała maturę w gimnazjum żeńskim we Lwowie. Ukończyła studia na Uniwersytecie Lwowskim. W połowie 1912 rada szkolna mianowała ją nauczycielką w czteroklasowej szkole ludowej w Łoszniowie. Uzyskała tytuł naukowy doktora biologii, następnie docenta. Rozpoczęła współpracę naukową z Rudolfem Weiglem, który w 1921 został jej mężem (późniejszy profesor, wynalazca pierwszej w świecie skutecznej szczepionki przeciw tyfusowi plamistemu). Zofia Weigl została jednym z jego najbliższych współpracowników w założonym przez niego Instytucie Badań nad Tyfusem Plamistym i Wirusami. Podobnie jak inni członkowie jego rodziny została jedną z pierwszych karmicielek wszy.
Była przewodniczącą oddziału lwowskiego Związku Pań Domu.
Zofia i Rudolf Weiglowie mieli syna Wiktora (jedną z jego dwóch córek jest psycholog Krystyna Weigl-Albert). Rodzina zamieszkiwała w kamienicy rodziny Kulikowskich przy ulicy Wagilewicza 4 we Lwowie. Po śmierci Zofii Weigl, drugą żoną Rudolfa została jego asystentka Anna Herzig.

## Ordery i odznaczenia
- Krzyż Kawalerski Orderu Odrodzenia Polski (9 listopada 1931)[10][11]